# Killdozer!
Killdozer! – amerykańska nowela fantastyczna łącząca w sobie science-fiction oraz horror Theodore'a Sturgeona, pierwotnie opublikowana w magazynie „Astounding” w listopadzie 1944. Jej poprawiona wersja trafiła do antologii Aliens 4 w 1959. To jedyna historia stworzona przez tego autora w latach 1941-1945. W trakcie tworzenia jej autor cierpiał na blokadę twórczą, jednak sam tekst stworzył w 9 dni. Jest to jego najsłynniejsza historia, która odniosła największy sukces finansowy w pierwszej dekadzie jego kariery. Opowieść była inspiracją do stworzenia filmu telewizyjnego pod tym samym tytułem z 1974. Została też zaadaptowana na komiks przez Gerry'ego Conwaya i Richarda Ayersa. Pojawiła się w zeszycie Worlds Unknown #6 (kwiecień 1974). Historia skupia się na pomyśle, że dowolna część mechanizmu jakiegoś urządzenia może być opętana przez złego ducha. 

## Odbiór
W 2020 opowiadanie zdobyło Retro Hugo Award za 1945 w kategorii najlepsze opowiadanie.